# Горцано (Модена)
Горцано (итал. Gorzano) је насеље у Италији у округу Модена, региону Емилија-Ромања.
Према процени из 2011. у насељу је живело 1479 становника. Насеље се налази на надморској висини од 147 м.